# Любовь вразнос
«Любовь вразнос» (фр. Papa ou maman — Папа или мама) — мелодраматическая комедия режиссёра Мартина Бурбулона с Лораном Лафиттом и Мариной Фоис в главных ролях. Премьера фильма в России состоялась 30 июля 2015 года. В январе 2015 года фильм принимал участие в Международном фестивале комедийных фильмов в Альп-д'Юэз, где выиграл приз зрительских симпатий.

## Сюжет
Венсан и Флоранс приняли решение о разводе ещё год назад, но никак не могут решиться рассказать об этом своим троим детям и решить, под чьей опекой они будут. Раздражённая затянувшимся разводом судья определяет, что выбирать себе опекуна Матьё, Эмма и Жюльен будут сами.
Тем временем Флоранс повышают и отправляют на работу в Данию, а кандидатуру Венсана одобряют для гуманитарной миссии на Гаити. Никто из них не собирается отказываться от карьеры и оставаться во Франции с детьми. Нужно только убедить их выбрать опекуном не тебя. А для этого все способы подходят… Между мамой и папой начинается жестокая борьба.

## В ролях
| Актёр             | Роль                               |
| ----------------- | ---------------------------------- |
| Лоран Лафитт      | Венсан Лерой                       |
| Марина Фоис       | Флоранс Лерой                      |
| Александр Деруссо | Матье Лерой старший сын            |
| Анна Лемаршан     | Эмма Лерой                         |
| Акилле Портье     | Жюльен Лерой младший сын           |
| Ванесса Гуид      | Марион коллега и любовница Венсана |
| Жюдит Эль Зейн    | Виржини                            |
| Михаэль Абитебуль | Поль                               |
| Мишель Вюйермо    | проверяющий Ги                     |
| Анн Ле Ни         | судья                              |
| Ив Верховен       | Анри коллега Венсана               |
| Янник Шуара       | Ксавье коллега Флоранс             |
| Мирей Франконо    | Жизель мать Анри                   |